# Pseudoephedrine
Pseudoephedrine (/ˌsjuːdoʊ.ɪˈfɛdrɪn/ or /ˌsjuːdoʊˈɛfɪdriːn/; PSE) là một loại thuốc tác động vào hệ thần kinh giao cảm, nằm trong lớp hóa học các chất thay thế phenethylamine và amphetamine. Nó có thể được sử dụng như thuốc giảm đau mũi / xoang, như chất kích thích, hoặc như một tác nhân kích thích giác quan khi dùng với liều cao.
Muối pseudoephedrine hydrochlorua and pseudoephedrine sulfat được tìm thấy trong nhiều chế phẩm không cần đơn thuốc, hoặc là một thành phần hoặc (thường) kết hợp với thuốc kháng histamin, guaifenesin, dextromethorphan, và/hoặc paracetamol (acetaminophen) hoặc một thuốc chống viêm không steroid (như aspirin hoặc ibuprofen).

## Ứng dụng trong y học

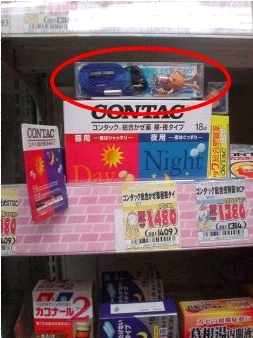
A selection of over-counter medications, including Contac, which contains pseudoephedrine.

Pseudoephedrine là một chất kích thích, nhưng nó được biết đến với khả năng làm hẹp các màng nhầy niêm mạc bị sưng, vì vậy nó thường được sử dụng như thuốc chống nghẹt mũi. Nó làm giảm sự gia tăng mô, phù nề, và nghẹt mũi liên quan đến cảm lạnh hoặc dị ứng. Các tác động có lợi khác có thể bao gồm làm tăng tiết dịch xoang tiết ra, và mở các ống Eustachian bị tắc nghẽn. Các tác dụng làm co mạch cũng có thể dẫn đến cao huyết áp, đây là tác dụng phụ đáng để ý nhất của chất này.
Pseudoephedrine có thể được sử dụng như chất thông mũi qua đường miệng hoặc tại chỗ. Tuy nhiên, do tính chất kích thích của nó, việc chế phẩm thông mũi có nhiều khả năng sẽ gây ra các phản ứng phụ, bao gồm bí tiểu tiện. Theo một nghiên cứu, pseudoephedrine có thể có hiệu quả như là một dạng thuốc ho.